# Pseudochydorus globosus
Pseudochydorus globosus är en kräftdjursart som först beskrevs av Baird 1843.  Pseudochydorus globosus ingår i släktet Pseudochydorus och familjen Chydoridae. Inga underarter finns listade i Catalogue of Life.